# Sanki (Cameroun)
Sanki est un village de la Région de l'ouest du Cameroun, dans le département du Ndé, en "pays Bamiléké".
Sur le plan éducatif, la localité de SANKI possède une école publique.

## Histoire
Le village possède une chefferie dite de 3e degré, selon la hiérarchie des chefferies traditionnelles au Cameroun.

## Géographie
Sanki se trouve à l'est de Bangangté, sur le chemin qui mène au Noun. 
Le paysage est un paysage de relief ; accidenté comme dans la plupart des villages (quartiers) en pays Bamiléké. 
Des terres propices à l’agriculture sont localisées tout le long de la plaine du Noun à Sanki.

## Infrastructures
Le village de Sanki fait l'objet d'un projet d'adduction d'eau et est équipé d'un réseau Scan-Water en panne, 8 bornes fontaines non alimentées. Un forage fonctionnel se trouve loin de la population. Une pompe solaire équipe le village. Des infrastructures sanitaires sont absentes.

### Lieux et monuments
- Chefferie de Sanki

## Populations
La population s’élevait à 53 en 1966. Lors du dernier recensement de 2005, on estimait la population à 565 habitants. D'autres institutions évaluent la population à quelque 600 âmes qui vivent dans le village.